# Niva Bělé u Klokočky
Niva Bělé u Klokočky este o arie protejată (arie specială de conservare — SAC, sit de importanță comunitară — SCI) din Republica Cehă întinsă pe o suprafață de 11,2 ha, integral pe uscat.

## Localizare
Centrul sitului Niva Bělé u Klokočky este situat la coordonatele 50°29′44″N 14°53′06″E / 50.495556°N 14.885°E.

## Înființare
Situl Niva Bělé u Klokočky a fost declarat sit de importanță comunitară în noiembrie 2009 pentru a proteja 1 specie de plante și 1 specie de animale. Situl a fost protejat și ca arie specială de conservare în august 2016.

## Biodiversitate
Situată în ecoregiunea continentală, aria protejată conține 2 habitate naturale: Mlaștini alcaline, Pajiști cu Molinia pe soluri calcaroase, turboase sau argilos-nămoloase (Molinion caeruleae).
La baza desemnării sitului se află mai multe specii protejate:
- plante (1): curechi de munte (Ligularia sibirica)
- nevertebrate (1): Vertigo moulinsiana